# François Lartigue
 (décembre 2018).
François Lartigue est un directeur de la photographie et photographe français né le 29 novembre 1949 à Paris.

## Biographie
Né en 1949 à Paris, François baigne dans une famille d’artistes : arrière-petit-fils d'André Messager, petit-fils de Jacques Henri Lartigue et Maurice Pico, fils de Dany Lartigue et Jeanette Pico, frère de Martin et Olivier. Son univers s’appelle Montmartre. Pas le nid à touristes du XXIe siècle mais plutôt le quartier populaire qui vit certainement, à la fin des années cinquante, ses dernières heures authentiques. Avec l’appareil photo que son grand-père, Jacques-Henri Lartigue, lui a ramené du Japon, François va battre le pavé parisien à la recherche de l’image drôle, tendre ou insolite à figer.
Si sa passion pour la photo remonte à ses jeunes années, c’est sur le tournage de la Guerre des Boutons d’Yves Robert, dans lequel il joue le rôle de Grangibus, que François Lartigue prend réellement conscience de son amour pour l’image grâce à sa rencontre avec André Bac, directeur de la photographie et chef opérateur sur le film. La machine est en route et François ne tarde pas à passer de l’autre côté de la caméra. Assistant, cadreur, directeur photo, il va travailler avec les plus grands : Claude Sautet, Jacques Demy, Henri Verneuil, Philippe de Broca, Jacques Deray, Bertrand Blier, Richard Marquand, René Feret, Jacques Bral, Carlos Saura ou encore Marco Pico.
Puis, après vingt ans dans le monde du cinéma, doucement, comme une flagrante évidence, François Lartigue reviendra à ses premières amours : la photo. 
"François a l’âme sensible et l’œil prévenant. Le sordide, la malhonnêteté, le sulfureux, le tapageur ne l’intéresse pas. Lui, il recherche dans ce quotidien que l’on ne prend parfois même plus le temps de regarder, l’instant d’accalmie, la lumière qui réchauffe, le souffle délicat, l’émotion sincère, l’humanisme évident, la beauté spontanée. Ça ne durera peut-être que deux ou trois secondes, aucune importance, François est présent et ne rate pas la prise. Le vif, sans mise-en-scène, sans la moindre entourloupe. les photos de François ne trichent pas.
Ce sont simplement les petits instantanés du jour qui vous ont échappé et que François a vu pour vous." Texte de David Ramolet
L'activité de photographe de François Lartigue a débuté dès 1963 avec un cliché de matelots au bord du bassin des Tuileries (collection du musée Nicéphore-Niépce).
Il est présenté par le site de l'AFC comme un « héritier de la photographie humaniste et de l’esthétique de réalisme poétique ».

## Cinéma
Assistant opérateur
- 1970 : Les Choses de la vie de Claude Sautet
- 1971 : Le Saut de l'ange d'Yves Boisset
- 1971 : Doucement les basses de Jacques Deray
- 1972 : Une journée bien remplie de Jean-Louis Trintignant
- 1972 : L'Œuf de Jean Herman
- 1972 : César et Rosalie de Claude Sautet
- 1973 : L'Héritier de Philippe Labro
- 1973 : Deux hommes dans la ville de José Giovanni
- 1973 : Moi y'en a vouloir des sous de Jean Yanne
- 1974 : Un nuage entre les dents de Marco Pico
- 1974 : Ursule et Grelu de Serge Korber
- 1974 : Tendre Dracula de Pierre Grunstein
- 1974 : Borsalino and Co de Jacques Deray
- 1975 : Peur sur la ville d'Henri Verneuil
- 1975 : L'Incorrigible de Philippe de Broca
- 1975 : Lily aime-moi de Maurice Dugowson
- 1976 : L'Alpagueur de Philippe Labro
- 1976 : Le Corps de mon ennemi d'Henri Verneuil
- 1977 : Violette et François de Jacques Rouffio
- 1978 : La Vocation suspendue de Raoul Ruiz
- 1978 : Lady Oscar de Jacques Demy
- 1978 : Préparez vos mouchoirs de Bertrand Blier
- 1979 : Buffet froid de Bertrand Blier
- 1980 : Mon oncle d'Amérique d'Alain Resnais

Cadreur
- 1982 : Une chambre en ville de Jacques Demy
- 1982 : Le Quart d'heure américain de Philippe Galland
- 1983 : Banzaï de Claude Zidi
- 1983 : Signes extérieurs de richesse de Jacques Monnet
- 1984 : Le Juge de Philippe Lefebvre
- 1984 : French Lover de Richard Marquand

Directeur de la photographie
De 1985 à 1988 :
- Clips : Patrick Dewaere, Renaud, Eartha Kitt, Éric Serra - Le Grand bleu, Philippe Krootchey, Al Corley, Mikado, Arnold Turboust - Adélaïde, Les Avions, Bill Baxter...
- Nombreux films publicitaires : L’Oréal, Citroën, Renault, etc.

- 1988 : Savannah de Marco Pico
- 1991 : On peut toujours rêver de Pierre Richard
- 1993 : La Cavale des fous de Marco Pico
- 1996 : Le Dernier des Pélicans de Marco Pico
- 1999 : Le Schpountz de Gérard Oury
- 2000 : Charmant Garçon de Patrick Chesnais
- 2001 : Rue du retrait de René Féret
- 2002 : L'Enfant du pays de René Féret
- 2003 : Le Septième Jour (El séptimo día) de Carlos Saura, nommé au Golden Frog Camerimage et au CEC Award.
- 2004 : Beur blanc rouge de Mahmoud Zemmouri
- 2006 : Un printemps à Paris de Jacques Bral
- 2011 : Le noir (te) vous va si bien de Jacques Bral

Acteur
- 1962 : La guerre des boutons de Yves Robert :  Grand Gibus

## Télévision
Cadreur
- 1979 : Le Journal de  Philippe Lefebvre
- 1979 : La Traque de  Philippe Lefebvre
- 1980 : La Naissance du jour de Jacques Demy
- 1983 : Pablo est mort de Philippe Lefebvre

Directeur de la photographie
- 1989 : Morte fontaine de Marco Pico
- 1990 : Les Sirènes de minuit de Philippe Lefebvre
- 1992 : Le Danseur du Mozambique de Philippe Lefebvre
- 1994 : Antoine Rives, le juge du terrorisme de Philippe Lefebvre
- 1994 : Le Rif 1 de Marco Pico
- 1995 : Le Rif 2 de Roger Guyot
- 1996 : Maryline de Marco Pico
- 1996 : Hold up en l’air d'Éric Civanyan
- 1997 : Forcément coupable de Marco Pico
- 1997 : D’or et de safran de Marco Pico
- 1998 : À la poursuite du vent de Nina Companeez
- 1998 :  Pepe Carvalho de Merzack Alouache
- 1998 : La Bascule de Marco Pico
- 1999 : Les Enfants du printemps de Marco Pico
- 2001 : Le Jeune Casanova de Giacomo Battiato
- 2002 : Leclerc, un rêve d’Indochine de Marco Pico
- 2007 : Le Septième Juré de Édouard Niermans - FIPA d’or à Biarritz 2008, Grand Prix de la fiction au Festival de Luchon 2008

## Documentaire
Directeur de la photographie
- 1980 : Les Grands Photographes de Florence Gruère et Claude Gallot
- 1995 : Brancusi de Patrice Rolet

## Exposition
- 1995 : Galerie Frédéric Roulette (Paris)
- 1997 : Les Lartigue passionnément (Cavalaire)
- 2000 : Galerie Philippe Gelot (Paris)
  - Festival Banlieues Blues (La Courneuve)
- 2003 : la Kitchen Galerie (Paris)
- 2005 : Les Lartigue, le talent en héritage (L'Isle-Adam)
- 2010 : Galerie binôme (Paris)[3]
- 2013 : Exposition L’objectif humaniste - Galerie Binôme (Paris)[4]
- 2014 : Exposition "Fragments d'enfance" - Musée Marzelles (Marmande)
- 2014 : Exposition "Génération Lartigue" - Villa Béatrix Enéa (Anglet)
- 2017 : Exposition pour la sortie du livre Une ville, des vies - La Chambre claire (Paris)